# Боскауэн, Джордж, 2-й граф Фалмут
Джордж Генри Боскауэн, 2-й граф Фалмут (англ. George Henry Boscawen, 2nd Earl of Falmouth; 8 июля 1811 — 29 августа 1852) — британский пэр и политик. Он был известен как лорд Боскауэн-Роуз с 1821 по 1841 год.

## Биография
Родился 8 июля 1811 года. Единственный сын Эдварда Боскауэна, 1-го графа Фалмута (1787—1841), и его жены Энн Фрэнсис Бэнкс (1789—1864), дочери Генри Бэнкса из поместья Кингстон-Лейси и Фрэнсис Вудли.
Джордж Боскауэн заседал в Палате общин Великобритании от Западного Корнуолла в 1841—1842 годах.
В декабре 1842 года после смерти своего отца Джордж Боскауэн унаследовал титулы 2-го графа Фалмута, 5-го виконта Фалмута в графстве Корнуолл и 5-го барона Боскауэна-Роуза в графстве Корнуолл, став членом Палаты лордов Великобритании.
Лорд Фалмут скончался в августе 1852 года в возрасте 41 года. После его смерти графский титул угас, а титулы виконта Фалмута и барона Боскауэн-Роуз унаследовал его двоюродный брат Эвелин Боскауэн, 6-й виконт Фалмут (1819—1882).